# Liste der Monuments historiques in Saint-Sorlin-de-Conac
Die Liste der Monuments historiques in Saint-Sorlin-de-Conac führt die Monuments historiques in der französischen Gemeinde Saint-Sorlin-de-Conac auf.

## Liste der Objekte
| Bezeichnung                           | Beschreibung                  | Standort                      | Kennzeichnung | Schutzstatus | Datum | Bild |
| ------------------------------------- | ----------------------------- | ----------------------------- | ------------- | ------------ | ----- | ---- |
| Gemälde des heiligen Rochus           | 18. Jahrhundert               | in der Kirche Saturnin (Lage) | PM17000910    | Inscrit      | 1976  |      |
| Gemälde des heiligen Saturnin         |                               | in der Kirche Saturnin (Lage) | PM17000911    | Inscrit      | 1976  |      |
| Tabernakel und Retabel                | Holz, bemalt, 18. Jahrhundert | in der Kirche Saturnin (Lage) | PM17000941    | Inscrit      | 1976  |      |
| Skulptur Madonna mit Kind             | Holz, bemalt, 17. Jahrhundert | in der Kirche Saturnin (Lage) | PM17001749    | Inscrit      | 1993  |      |
| Gemälde Überreichung des Rosenkranzes | 19. Jahrhundert               | in der Kirche Saturnin (Lage) | PM17000942    | Inscrit      | 1976  |      |